# Passo di Cristallina
Der Passo di Cristallina (deutsch Cristallinapass) liegt in den Tessiner Alpen auf 2566 m ü. M. und verbindet das Bavonatal mit dem Bedrettotal im Schweizer Kanton Tessin. Er ist ein wichtiger und oft begangener Übergang mit einem weiss-rot-weiss markierten Wanderweg vom Val Torta (Bedretto) nach Robièi (Bavonatal). 75 Meter nordwestlich des Sattelpunkts steht die Cristallinahütte der Sektion Tessin. Sie ist Etappenort des Sentiero Cristallina.
| \| \|                                            |
| Lage des Cristallinapasses in den Tessiner Alpen |
|                                                  |